# Machahalli, Maddur
Machahalli là một làng thuộc tehsil Maddur, huyện Mandya, bang Karnataka, Ấn Độ.